# Adriana Cruz
Adriana Alves dos Santos Cruz é uma jurista brasileira, juíza federal pelo estado do Rio de Janeiro. Se notabilizou por ter se tornado, em 1999, uma das primeiras juízas federais pretas do país, e por ter liderado diversas iniciativas para promoção dos direitos humanos e da igualdade racial no Poder Judiciário.

## Formação
Adriana se formou em Direito pela Universidade Federal do Rio de Janeiro em 1993. Tem mestrado em Direito Constitucional e Teoria do Estado pela Pontifícia Universidade Católica do Rio de Janeiro, em 2010, e doutorado em DIreito Penal pela Universidade do Estado do Rio de Janeiro, em 2018.

## Atuação profissional

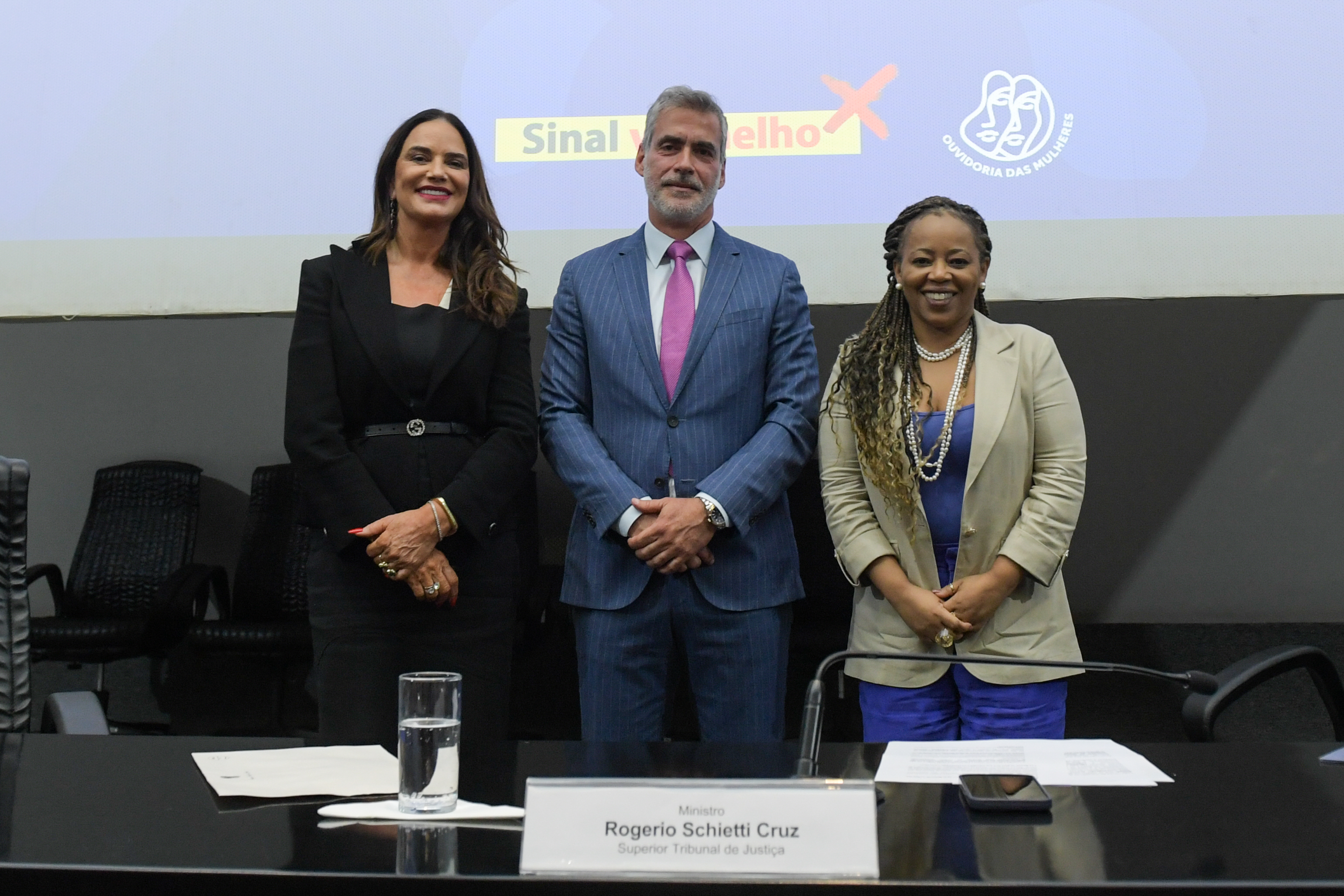
Evento Sinal Vermelho – Violência Doméstica e Familiar contra as Mulheres: o papel dos tribunais no Superior Tribunal de Justiça. A partir da esquerda: Luíza Brunet, Rogerio Schietti Cruz e Adriana Cruz (2024)

Adriana tomou posse como juíza federal em 1999, sendo parte dos 2% de juízes federais que se declaram pretos. Atua como titular da 5ª Vara Federal Criminal do etado do Rio de Janeiro, especializada em julgamento de crimes de lavagem de dinheiro e contra o sistema financeiro.
Integra o Comitê Executivo do Observatório de Direitos Humanos do Poder Judiciário, iniciativa do Conselho Nacional de Justiça. Foi uma das idealizadoras do Encontro Nacional de Juízas e Juízes Negros (ENAJUN), que acontece anualmente desde 2017, e do Fórum Nacional de Juízas e Juízes contra o Racismo e todas as formas de Discriminação (Fonajurd), lançado em 2020.
Em 2015, foi convocada como magistrada instrutora no gabinete do ministro do Supremo Tribunal Federal, Luís Roberto Barroso.
Em 2023, um grupo de entidades representantes do movimento negro , com apoio de dezenas de entidades de juristas, incluiu Adriana em uma listra tríplice de indicação de juízas negras para integrarem o STF na vaga da ministra Rosa Weber, que atinge a idade de aposentadoria compulsória em setembro deste ano. A lista também inclui as juristas Lívia Santana e Sant’Anna Vaz e Soraia Mendes. O movimento tem como objetivo apoiar a indicação de uma mulher negra para o STF pela primeira vez em seus 132 anos de história.

## Prêmios
As iniciativas relacionadas ao ENAJUN e ao Fonajurd receberam, em 2021, o prêmio Desafio de Lideranças Negras, promovido pelo Instituto Arapyaú, pelo Instituto Humanize, pela Fundação Lemann e pelo Instituto República.org.
Por sua atuação em direitos humanos recebeu, em 2021, o II Prêmio EMERJ de Direitos Humanos.